# Deerfield, Quận Waushara, Wisconsin
Deerfield là một thị trấn thuộc quận Waushara, tiểu bang Wisconsin, Hoa Kỳ. Năm 2010, dân số của thị trấn này là 718 người.